# Deed Lig 2023-2024
La Deed Lig 2023-2024 è stata la 56ª edizione della massima divisione del campionato mongolo di calcio. Il campionato è iniziato il 5 agosto 2023 e si è concluso il 30 giugno 2024.
L'Ulaanbaatar era la squadra campione in carica, avendo vinto il titolo per la seconda volta nella sua storia. Il titolo è stato vinto dal Falcons, per la prima volta nella sua storia.

## Stagione

### Novità
L'Ulaanbaatar City, ritiratosi durante il campionato della scorsa stagione, ha cessato le attività, non iscrivendosi all'edizione 2023-2024. Inoltre, il BCH Lions, classificatosi ultimo tra le squadre rimaste in attività, ha perso lo spareggio promozione/retrocessione ed è stato retrocesso in Prima Lega. Da quest'ultimo campionato sono stati promossi Bavarians e Bayanzürkh Sporting.

### Formula
Le 10 squadre partecipanti giocano un girone all'italiana con partite di andata, ritorno e nuovamente andata, per un totale di 27 giornate. Al termine di esso, la squadra prima classificata è campione della Mongolia e si qualifica per la Coppa dell'AFC 2024-2025. L'ultima classificata è retrocessa in Prima Lega, mentre la penultima gioca uno spareggio promozione/retrocessione contro un'altra squadra di Prima Lega.

## Squadre partecipanti
| Club                | Città      | Stagione precedente  |
| ------------------- | ---------- | -------------------- |
| Bavarians           | Ulan Bator | Prima Lega           |
| Bayanzürkh Sporting | Ulan Bator | Prima Lega           |
| Deren               | Deren      | 2° in Deed Lig       |
| Falcons             | Ulan Bator | 3° in Deed Lig       |
| Khaan Khuns-Erchim  | Ulan Bator | 7° in Deed Lig       |
| Khangarid           | Erdenet    | 6° in Deed Lig       |
| Khoromkhon          | Ulan Bator | 8° in Deed Lig       |
| Khovd               | Hovd       | 4° in Deed Lig       |
| Tuv Buganuud        | Ulan Bator | 5° in Deed Lig       |
| Ulaanbaatar         | Ulan Bator | Campione di Mongolia |

## Classifica
|                     | Pos. | Squadra             | Pt | G  | V  | N | P  | GF | GS  | DR   |
| ------------------- | ---- | ------------------- | -- | -- | -- | - | -- | -- | --- | ---- |
| Mongolia (bandiera) | 1.   | Falcons             | 65 | 27 | 21 | 2 | 4  | 88 | 19  | +69  |
|                     | 2.   | Khangarid           | 59 | 27 | 18 | 5 | 4  | 71 | 36  | +35  |
|                     | 3.   | Deren               | 51 | 27 | 15 | 6 | 6  | 80 | 32  | +48  |
|                     | 4.   | Ulaanbaatar         | 46 | 27 | 15 | 1 | 11 | 70 | 40  | +30  |
|                     | 5.   | Tuv Buganuud        | 45 | 27 | 14 | 3 | 10 | 72 | 47  | +25  |
|                     | 6.   | Khoromkhon          | 43 | 27 | 14 | 1 | 12 | 69 | 66  | +3   |
|                     | 7.   | Khaan Khuns-Erchim  | 40 | 27 | 11 | 7 | 9  | 72 | 70  | +2   |
|                     | 8.   | Bayanzürkh Sporting | 24 | 27 | 8  | 0 | 19 | 51 | 85  | -34  |
|                     | 9.   | Khovd               | 11 | 27 | 3  | 2 | 22 | 32 | 89  | -57  |
|                     | 10.  | Bavarians           | 7  | 27 | 2  | 1 | 24 | 33 | 154 | -121 |

Legenda:
      Campione di Mongolia e ammessa alla Coppa dell'AFC 2024-2025.
      Retrocessa in Prima Lega
 Ammesso ai Play-off promozione/retrocessione